# Full Tilt Poker
Full Tilt Poker war ein Onlinepokerraum mit Firmensitz auf Alderney. Bekannt ist er vor allem aufgrund des Team Full Tilt, das aus vielen bekannten Profipokerspielern bestand. Nach PokerStars war Full Tilt Poker der zweitgrößte virtuelle Pokerraum weltweit.
Am 29. Juni 2011 wurde Full Tilt Poker von der Alderney Gambling Control Commission (AGCC) die Lizenz ausgesetzt. Somit war es ihren Kunden untersagt, Geld ein- oder auszuzahlen. Einer der Gründe, weshalb Full Tilt Poker die Lizenz entzogen wurde, war eine Anklage der US-Justizbehörde vom 15. April 2011, der auch als Black Friday in der Pokerwelt bekannt ist. Des Weiteren sollten die Betreiberunternehmen von Full Tilt Poker finanziell nicht nach den AGCC-Vorschriften geführt worden sein.
Bereits am 16. April 2011 wurde das Online-Portal von Full Tilt Poker zusammen mit ähnlichen Angeboten wie PokerStars, Absolute Poker und UltimateBet vom FBI wegen Steuerhinterziehung und Geldwäsche vorübergehend geschlossen. Full Tilt Poker und 11 verantwortliche Manager stehen unter dem Verdacht, ein weltweites Betrugssystem betrieben zu haben.
Seit dem 6. November 2012 ist Full Tilt Poker wieder online, allerdings unter einem neuen Betreiber, dem ehemaligen Konkurrenten und Online-Pokerraumriesen PokerStars.

## Allgemeines
Eröffnet wurde die Seite im Juni 2004. Full Tilt verpflichtete viele professionelle Pokerspieler, die exklusiv auf Full Tilt spielen. Unter dem Motto „Learn, chat and play with the pros“ („Lerne, chatte und spiele mit den Profis“) wurde dafür geworben, dass Spieler zusammen mit Profis pokern. Des Weiteren wurden auf der Seite unter der Kategorie „Tips from the Pros“ Hinweise und Tipps veröffentlicht, die die Profispieler selbst verfassten.
Neben der am weitesten verbreiteten Pokervariante Texas Hold’em wurden außerdem auch Omaha High, Omaha Hi-Lo, Razz, Seven Card Stud, Stud Hi-Lo und H.O.R.S.E. angeboten.

## US-Verbot von Online-Glücksspiel
Nachdem im September 2006 die Regierung der Vereinigten Staaten den Unlawful Internet Gambling Enforcement Act of 2006 (UIGEA) beschlossen hatte, veränderte sich die Rechtslage für Onlinepokeranbieter. Dieses Gesetz verbietet es Banken in den USA, Überweisungen an Onlinecasinos durchzuführen, daher können US-amerikanische Spieler keine weiteren Einzahlungen bei Glücksspielanbietern vornehmen. Infolge dieses Gesetzes schlossen viele bekannte Pokerseiten (unter anderem PartyPoker, Pacific Poker und Paradise Poker) und Onlinecasinos ihre Tore für US-amerikanische Benutzer. Andere Seiten (Bodog, PokerStars und auch Full Tilt Poker) nahmen jedoch weiterhin amerikanische Spieler an, da sie Poker nicht als Glücksspiel betrachten. Nach ihrer Auffassung ist Poker ein Spiel, das Erfahrung und Können verlangt. Zusammen mit der PPA (Poker Players Alliance) wollen diese Pokerräume eine Änderung des Gesetzes erreichen, zumal andere, als Glücksspiel klassifizierte Wettspiele, (Pferderennen, Online-Lotterien) von diesem Gesetz nicht betroffen sind.

## Werbeaktivitäten
Full Tilt Poker betrieb insbesondere in den USA große Medienkampagnen, um neue Spieler zu werben. Neben den in der Branche üblichen Boni für die Erstanmeldung fußen diese Kampagnen hauptsächlich auf dem Firmenkonzept „Learn, chat and play with the pros“. Zudem sponsert Full Tilt verschiedene Pokersendungen im Fernsehen: Learn from the Pros, Poker Championship at Red Rock, Poker After Dark sowie Poker Equalizer. Mit Veröffentlichung des Safe Port Act verlegte sich die Firma zunächst ausschließlich auf Werbung für die Spielgeldseite FullTiltPoker.net, nahm aber bald darauf auch die Kampagne für die Hauptseite FullTiltPoker.com wieder auf. Die neuen Werbekampagnen sind eindeutig gegen den Safe Port Act ausgerichtet und zielen darauf ab, den strategischen Aspekt im Poker hervorzuheben.

## Team Full Tilt

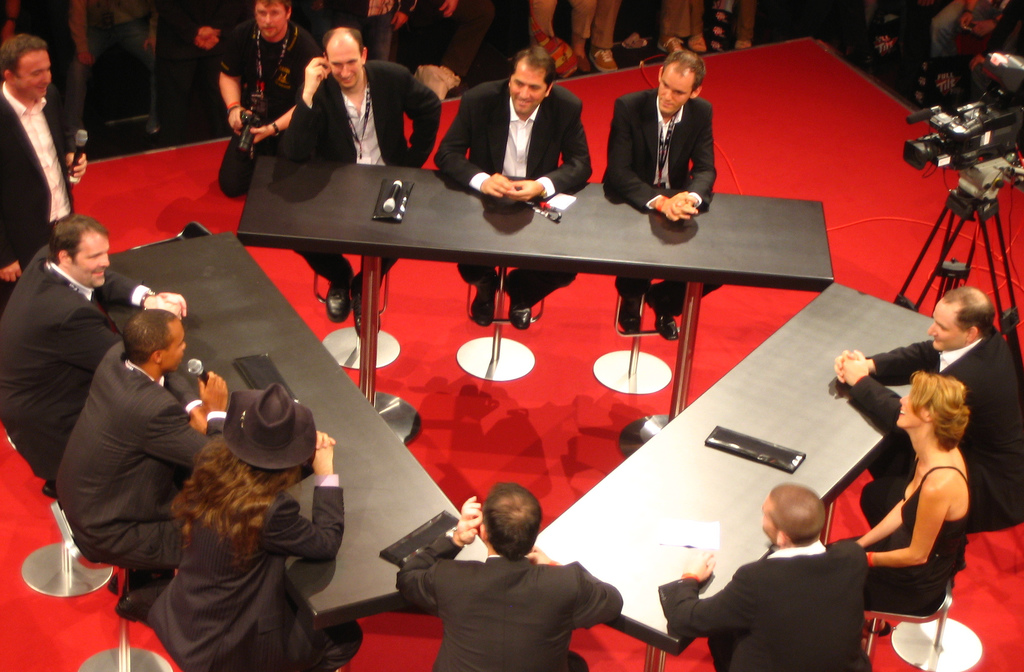
Spieler des Team Full Tilt 2007 in Köln

Das Team Full Tilt bestand aus einigen der bekanntesten Pokerspieler der Welt, namentlich:
- Andy Bloch
- Allen Cunningham
- Chris Ferguson
- Phil Gordon
- Gus Hansen
- Jennifer Harman
- Phil Ivey
- John Juanda
- Howard Lederer
- Erick Lindgren
- Mike Matusow
- Erik Seidel
- Patrik Antonius
- Tom Dwan

## Full Tilt Pros
Neben dem Team Full Tilt gibt es noch die Full Tilt Pros, die ebenfalls bei Full Tilt Poker spielen, jedoch nicht Mitglied des Teams sind. Zu den Pros gehörten unter anderem: Andy Black, David Benyamine, Farzad Bonyadi, John Cernuto, David Chiu, John D'Agostino, Roland De Wolfe, Layne Flack, Eric Froehlich, David Grey, Berry Johnston, Jeff Madsen, Robert Mizrachi, Carlos Mortensen, Eduard Scharf, Huck Seed, David Singer, Gavin Smith, Mark Vos, Paul Wasicka und Lee Watkinson. Der Hendon Mob (Ram Vaswani, Barny Boatman, Ross Boatman, Joe Beevers) wurde ebenfalls von Full Tilt gesponsert.

## Vorwürfe der Geldwäsche, des illegalen Glücksspiels und Bankbetrugs
Am 15. April 2011, in Poker-Medien als Black Friday bezeichnet, wurden die drei größten Poker-Portale der USA, darunter Full Tilt Poker, für mehrere Tage vom FBI gesperrt. Den Poker-Plattformen wird Geldwäsche, illegales Glücksspiel und Bankbetrug vorgeworfen. Die gesetzliche Grundlage hierfür war der Unlawful Internet Gambling Enforcement Act of 2006 (UIGEA), der Online-Glücksspiel in den USA verbietet.
Full Tilt Poker nahm den Betrieb für Spieler außerhalb der USA wieder auf, bis kurz darauf die Glücksspiellizenz von der Alderney Gambling Control Commission (AGCC) entzogen wurde. Durch Ermittlungen der US-Justiz wurde öffentlich, dass bei 390 Millionen US-Dollar Kundeneinlagen, davon 150 Millionen von US-Spielern, lediglich 60 Millionen US-Dollar auf Bankkonten verfügbar waren. Der New Yorker Staatsanwalt Preet Bharara warf Full Tilt Poker am 20. September 2011 vor, ein weltweites Ponzi-Schema betrieben zu haben. Von 2007 bis 2011 sollen auch aus Kundeneinlagen etwa 444 Millionen US-Dollar an das Board of Directors und Unternehmenseigner ausgezahlt worden sein. Chris Fergusons Anwalt Ian Imrich widersprach dem Vorwurf eines Ponzi-Schemas und sprach stattdessen von Missmanagement.
Der CEO von Full Tilt Poker, Raymond Bitar, stellte sich den Behörden und wurde vom FBI am 2. Juli 2012 am John F. Kennedy International Airport verhaftet. Bitar drohen bis zu 145 Jahre Haft. Der Leiter der Zahlungsabwicklung Nelson Burtnick bekannte sich September 2012 des Bankenbetrugs schuldig. US-Banken von einzahlenden Spielern wurden von Full Tilt Poker bewusst in die Irre geführt, damit Zahlungen trotz Glücksspielverbot durchgeführt wurden.

## Schuldentilgung & Relaunch
Am 8. Oktober 2012 wurde auf der Website von Full Tilt Poker bekanntgegeben, dass die Seite am 6. November 2012 wieder online geht. Neuer Inhaber der Seite soll laut eigenen Angaben die Rational Entertainment Enterprises Ltd. sein, die auch den ehemaligen Konkurrenten PokerStars betreibt. Außerdem wollen die neuen Betreiber 184 Millionen US-Dollar Entschädigung an all jene Spieler zahlen, denen das Guthaben auf der Seite nach dem Entzug der Glücksspiellizenz von der Alderney Gambling Control Commission (AGCC) eingefroren wurde. Dies gilt allerdings nur für Spieler außerhalb der USA. Die neue Lizenz bekam der Online Pokerraum von der Isle of Man Gambling Supervision Commission, bei denen auch PokerStars lizenziert ist.
Eine Lizenzierung für Spieler aus Frankreich, Italien, Spanien, Dänemark, Belgien und Estland ist nicht in Planung. Außerdem wird das Spielen um Echtgeld und Account-Aktivität für Spieler aus den USA nicht verfügbar sein.
Als erster Full Tilt Pro nach der Übernahme wurde Gus Hansen wieder unter Vertrag genommen, dem mittlerweile auch Viktor „Isildur1“ Blom und Tom „durrrr“ Dwan gefolgt sind.

## Sonstiges
- Die Software wurde von dem Pro Spieler Chris Ferguson mitentwickelt und programmiert.
- Howard Lederer ist ebenfalls Mitgründer und Anteilseigner von Full Tilt Poker.
- Softwareclients sind für die Betriebssysteme Microsoft Windows und Mac OS verfügbar.
- Neben Boni für Einzahlungen wird der „Full Tilt Shop“ angeboten, in dem man unter anderem Baseball-Caps und Sweatshirts erstehen kann. Voraussetzung hierfür ist das Sammeln von Bonuspunkten, die man beim Spielen um Geld bekommt.
- Insgesamt besitzen die Spieler des Team Full Tilt 32 Bracelets der World Series of Poker.